# The Silent Cartographer
The Silent Cartographer (chamado O Cartógrafo Silencioso na localização brasileira em Halo: Combat Evolved Anniversary e Halo: The Master Chief Collection) é um nível no jogo eletrônico de tiro em primeira pessoa Halo: Combat Evolved. Acontecendo no mundo anel Halo, segue o Master Chief e um grupo de fuzileiros navais do UNSC durante um ataque diurno à beira-mar à raça alienígena do Covenant em busca de uma antiga instalação Forerunner conhecida como "O Cartógrafo Silencioso".
O nível recebeu elogios críticos por seus recursos visuais e design de nível, bem como o uso de veículos para aprimorar a jogabilidade. Chamado de um dos níveis mais emblemáticos da série Halo e um dos melhores níveis de FPS de todos os tempos pela PC Gamer, é creditado como um nível de definição de gênero que mudou a forma como os níveis de FPS seriam projetados em jogos futuros de projetos lineares e cheios de corredores à espaços abertos enfatizando a liberdade do jogador.

## Conteúdo do nível

Comparação gráfica entre a versão original do nível em Halo: Combat Evolved e a versão remasterizada em Halo: Combat Evolved Anniversary.

O jogador, no papel de Master Chief, começa voando em direção a uma ilha em um Pelican, pilotado pela personagem Foehammer. Depois que o Master Chief e seus colegas fuzileiros aterrissam na praia, o combate começa imediatamente contra o inimigo Covenant. Os inimigos estão longe demais para acertar efetivamente, forçando o jogador a subir na praia e entrar na batalha. Depois de eliminar um grupo de alienígenas hostis, Foehammer solta um jipe Warthog para o jogador usar. O jogador é incentivado a dirigir mais abaixo na praia, onde luta contra mais alienígenas que foram deixados por sua própria nave.
Os alienígenas trancam a porta de uma instalação Forerunner, forçando o jogador a descer a praia para encontrar o sistema de desbloqueio. O jogador continua até encontrar um novo tipo de Covenant poderoso conhecidos como Hunters. Após o destrancamento da porta, o jogador também é forçado a lutar com os Elites Covenant, equipados com camuflagem ativa. Depois disso, o jogador recupera um lança-foguetes de um Pelican caído. Ao entrar em um novo Warthog, o jogador abre a porta previamente fechada e entra em uma área interior com mais combates verticais.
Lá, o jogador deve lutar até o Cartógrafo e passar por um poderoso Elite empunhando espada e seus outros membros de esquadrão. Quando isso estiver concluído, eles serão evacuados por um Pelican.

## Desenvolvimento
De acordo com Marcus Lehto, diretor de arte de Halo: Combat Evolved, o design de The Silent Cartographer foi inspirado pela "incrível beleza" do Noroeste Pacífico, quando os desenvolvedores da Bungie se mudaram para Seattle depois que a Microsoft adquiriu o estúdio em junho de 2000. O nível foi criado enquanto Halo ainda estava sendo planejado como um RTS, portanto, tinha amplos espaços abertos que eram propícios a essa jogabilidade. No entanto, o fato de o Warthog ser tão "divertido" de dirigir levou a equipe a mudar o gênero do jogo para um jogo de ação. Os múltiplos caminhos e as áreas abertas apresentadas no design do nível forçaram a equipe a projetar missões que não precisavam ser feitas em uma ordem linear.
O nível foi planejado para aparecer no filme cancelado de Halo. Ele influenciou o design de futuros jogos da série, como o design de níveis de Halo: Reach, devido à combinação de ação a pé e de veículo, forçando os jogadores a embarcar e sair de veículos enquanto atravessavam o nível. Reach apresentou um nível chamado The Long Night of Solace, que foi considerado "um recauchutado de The Silent Cartographer", mas elogiado pela IGN por ser mais "épico" e "apocalíptico". O nível também recebeu um "sucessor espiritual" no modo multijogador Zona de Guerra de Halo 5: Guardians, com um nível chamado Raid on Apex 7, que apresenta um ambiente semelhante.

## Recepção
GB Burford, da Kotaku, chamou o nível de "excelente", com um "sentido constante de que você está progredindo à medida que avança no nível". Ele afirma que, embora o uso generoso de pontos de controle no nível dê a impressão de que o jogador está no ataque, eles também são vulneráveis devido a estarem sozinhos por grande parte do nível. Alex Dale, da GamesRadar+, chamou o nível um que resistiu à tendência de "corredores apertados e claustrofóbicos" e "abriu as paredes", "oferecendo o tipo de forma livre que os fãs de guerra tática só podiam sonhar na época". David Houghton, do mesmo site, chamou o design do nível de "brilho incompreensível e não linear", dizendo que 13 anos depois, as séries de atiradores de percurso-livre ainda estavam tentando recuperar o atraso.
Matt Whittaker, do Hardcore Gamer, chamou o nível de "uma das missões mais emblemáticas de toda a série, pois combina o uso do Warthog, seções interiores labirínticas e uma mistura de todos os tipos de inimigos Covenant presentes em Halo: Combat Evolved", elogiando o visual claro aprimorado dos alienígenas Hunters como a melhor melhoria para o nível em Halo: The Master Chief Collection. Jonathon Dornbrush, da Entertainment Weekly, ranqueou The Silent Cartographer como o melhor nível em Halo: Combat Evolved, chamando-a de "uma missão impressionantemente longa, mas raramente tediosa, que emprega todos os melhores elementos de Halo, além de apresentar a brutalidade dos Hunters". O speedrunner Andrew "Goatrope" Halabourda notou que, em 2004, "The Silent Cartographer" era o nível único mais popular em Halo para fazer speedrun.